# Porcellio domesticus
Porcellio domesticus is een pissebed uit de familie Porcellionidae. De wetenschappelijke naam van de soort is voor het eerst geldig gepubliceerd in 1872 door Fric [Fritsch].